# صالة محاضرات

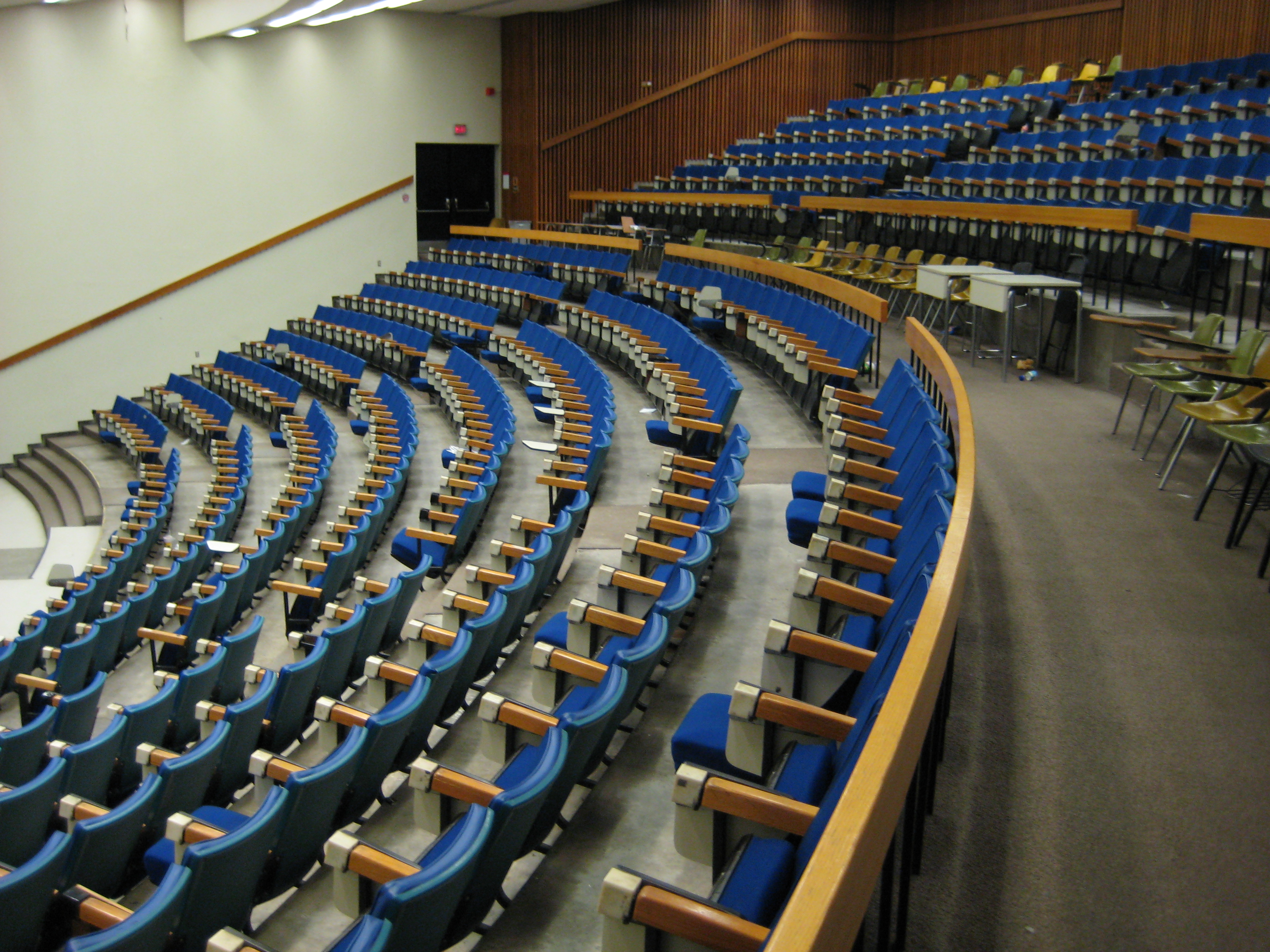
مدرجات جامعة يورك (كندا).

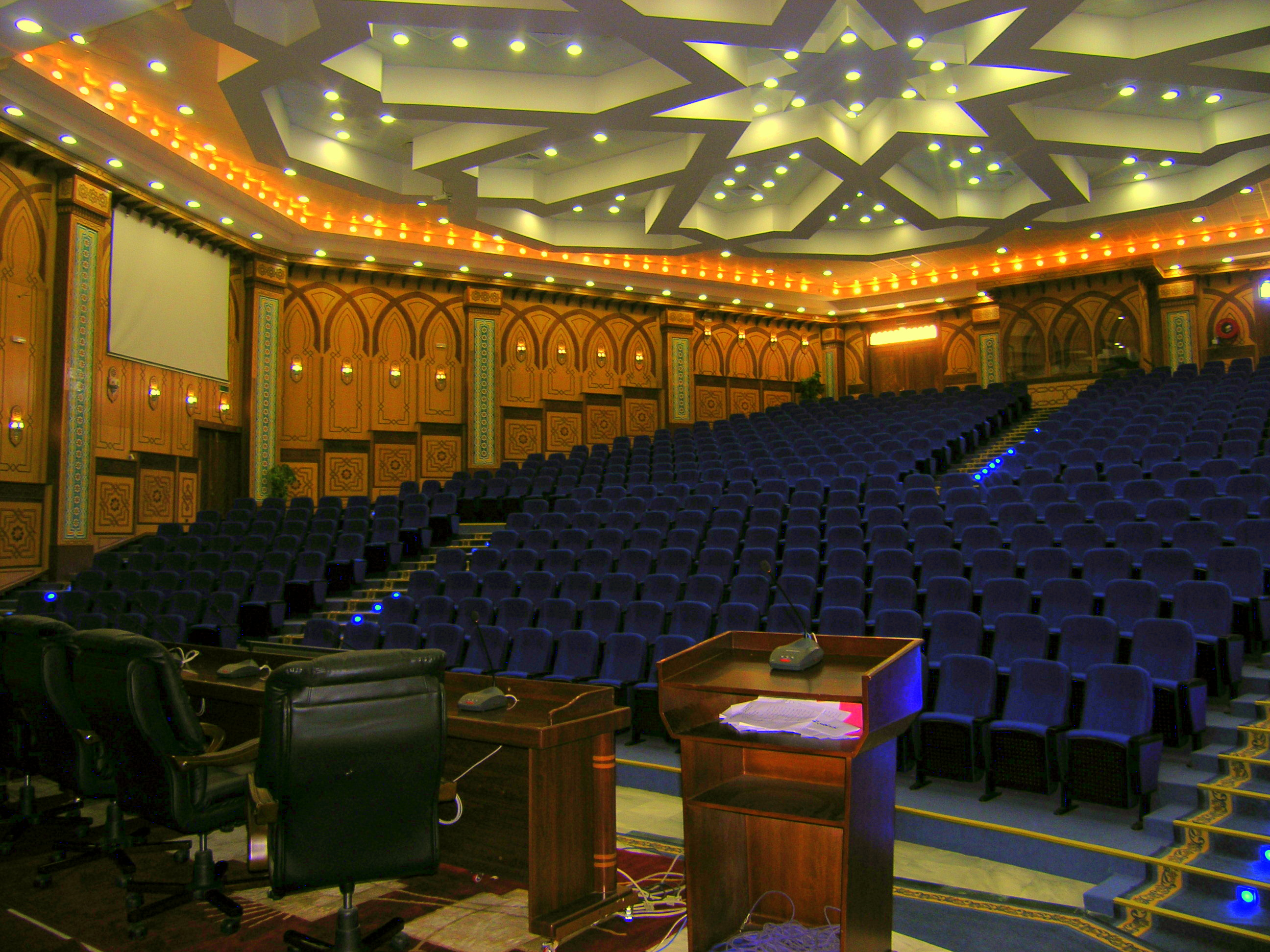
صالة محاضرات جامعة المدية الجزائر.

صالة المحاضرات أو المدرج الجامعي (باللاتينية: Auditorium) هي غرفة متسعة تستعمل لغرض التلقين أو إلقاء المحاضرات في العملية التعليمية الحديثة - وتتواجد غالبا في معاهد التعليم العالي من كليات وجامعات إلا أنها قد تبنى أيضا في المكتبات الكبرى ومراكز المؤتمرات والفنادق والهيئات الحكومية. وبخلاف الصف أو الفصل المدرسي الأصغر والتي تستوعب أقل من خمسين نفر، تعد القدرة الاستيعابية لصالة المحاضرات بالمئات. يكون كل صف من المقاعد أعلى من الصف الذي أمامه - فالأرضية مدرّجة - ليتمكن الجميع من رؤية من يلقي المحاضرة. وتختلف مثلا عن غرفة الندوات لأن هذه الأخيرة أرضيتها غير مدرجة ولذا فمن الأسهل تغيير ترتيب هذا النوع من الغرف - أما صالة المحاضرات فيصعب إعادة ترتيبها بعد الإنشاء.

## المواصفات
والتصميم الدقيق لصالة المحاضرات يتطلب اهتماما كبيرا من المهندس المعماري، كي تحقق أهدافها والتي تتلخص في الآتي:
- تركيز انتباه الجميع إلى نقطة واحدة وهي المحاضر.
- إتاحة المجال للجميع كي يرى ما يقدم على الشاشة أو السبورة.
- ضبط الميكروفونات والسماعات كي يصل الصوت نقيا للجميع.
- يرتاح الجالس في مقعده لمدة طويلة وتتاح له لوحة ثابتة أمامه يضع عليها كتبه.
- يكون الدخول والخروج ميسرا خصوصا للهروب السريع إذا حدثت طوارئ.

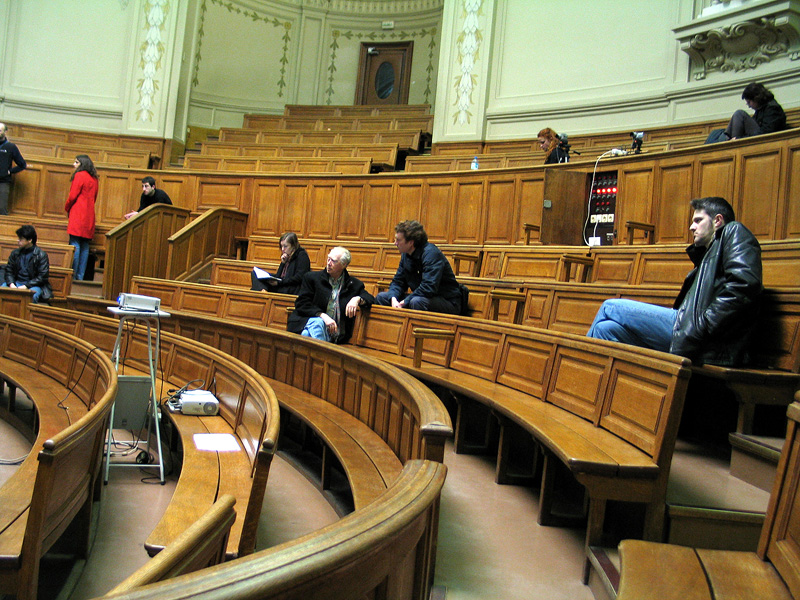
صالة المحاضرات بجامعة السوربون.